# Вёпке, Франц
Франц Вёпке (6 мая 1826 — 25 марта 1864) — немецкий историк, востоковед и математик. Он известен тем, что публиковал издания и переводы средневековых арабских математических рукописей, а также исследовал распространение арабо-индийской системы чисел в средние века.
Вёпке родился в Дессау, Германия. Он изучал математику в Берлинском университете и получил докторскую степень в 1847 году. Под руководством астронома Иоганна Франца Энке и археолога Эрнста Генриха Тёлькена, Вёпке написал диссертацию на тему древних солнечных часов (Archaeologico-mathematicae circa solaria veterum). После этого он изучал арабский язык в Университете Бонна, где в 1850 году получил хабилитацию. Значительную часть своей карьеры Вёпке провел за пределами Германии, особенно в Париже. Большинство его трудов были написаны на французском языке. В 1856 году он вернулся в Берлин и преподавал в Французской гимназии до 1858 года. Вёпке умер в Париже 25 марта 1864 года в возрасте 37 лет.
Среди его известных работ — издание книги по алгебре Омара Хайяма (ум. ок. 1131) (L'algèbre d'Omar Alkhayyâmî, publiée, traduite et accompagnée d'extraits des manuscrits inédits, 1851); издание книги по алгебре Аль-Караджи (ум. ок. 1029) (Extrait du Fakhrî, traité d'algèbre par Mohammed Alkarkhi, précédé d'un mémoire sur l'algèbre indéterminée chez les Arabes, 1853); объемные эссе о введении и распространении арабо-индийских цифр (Sur l'introduction de l'arithmetique indienne en Occident (1859) и Mémoire sur la propagation des chiffres indiens (1863)); и работы, посвященные влиянию арабских источников на математику Леонардо Пизанского (ум. ок. 1250).
Ипполит Тэн посвятил свою книгу De l'intelligence Вёпке и описал его как своего друга, которого он больше всего уважал.